# Don César de Bazan (film, 1942)
Pour les articles homonymes, voir Don César de Bazan.
Pour plus de détails, voir Fiche technique et Distribution.
Don César de Bazan (Don Cesare di Bazan) est un film italien réalisé par Riccardo Freda, sorti en 1942. Ce film de cape et d'épée est une adaptation de la pièce homonyme écrite par Dumanoir et Adolphe d'Ennery en 1844.
Il s'agit du premier long métrage du réalisateur. Il en fera un « lointain » remake en 1962 sous le titre Sept épées pour le roi.

## Synopsis
Don César de Bazan est un spadassin noble et très habile qui, malgré lui, est impliqué dans des combats rebelles pour l'indépendance d'une région espagnole.
Entre aventures fantastiques et intermèdes romantiques, il parvient à sauver sa propre vie et celle de son souverain.

## Fiche technique
- Titre original : Don Cesare di Bazan
- Titre français : Don César de Bazan
- Réalisateur : Riccardo Freda, assisté de Fede Arnaud
- Scénario : Riccardo Freda, Vitaliano Brancati, Cesare Zavattini, Sergio Amidei, Giacomo Debenedetti
- Photographie : Mario Craveri
- Montage : Rolando Benedetti
- Musique : Franco D'Achiardi
- Sociétés de production : Artisti Associati (it), Elica Film
- Pays de production :  Royaume d'Italie
- Langue de tournage : italien
- Format : Noir et blanc - 1,37:1 - Son mono - 35 mm
- Durée : 76 minutes (1h16)
- Genre : Film de cape et d'épée
- Dates de sortie :
  - Royaume d'Italie : 4 octobre 1942
  - France : 6 juillet 1953 (Lille[2])

## Distribution
- Gino Cervi : Don César de Bazan
- Anneliese Uhlig : Renée Dumas
- Enrico Glori : Vicomte de Beaumont
- Paolo Stoppa : Un serviteur
- Enzo Biliotti : Philippe IV (roi d'Espagne)
- Giovanni Grasso : Don José di Nogueira
- Carlo Duse : Le Corbeau, le messager du vicomte
- Antonio Marietti : Le jeune comte, le faux acteur
- Pietro Tordi : Un faux acteur
- Armando Francioli : Un chevalier noble
- Ermanno Donati : Velasquez
- Antonio Acqua (en) : Capitaine Ribera
- Umberto Sclanizza : Le tavernier
- Guido Celano

## Accueil
Selon Stefano Della Casa, « le film est l'occasion pour Freda d'exprimer son rejet du cinéma bourgeois et de s'inscrire dans le sillage de Murnau et Lang, de Griffith et Ford ».